# Bertus Aafjes
Bertus Aafjes, właściwie Lambertus Jacobus Johannes (Bertus) Aafjes, pseud. Jan Oranje (ur. 12 maja 1914 w Amsterdamie, zm. 22 kwietnia 1993 w Swolgen) – poeta, prozaik, tłumacz i eseista holenderski. Był członkiem redakcji Ad Interim, holenderskiego czasopisma literackiego o profilu czysto artystycznym.

## Twórczość
W pierwszym okresie twórczości (1936-1952) tworzył konwencjonalne poezje, korzystając z tradycyjnych motywów romantycznych. W latach 1940–1947 opublikował Gedichten (Wiersze) jako zbiór 8 tomików poezji. Był autorem aforyzmów Per slot van rekening (W ostatecznym rozrachnuku). Posługiwał się także motywami historyczno-mitologicznymi: egipskimi – sonet Het koningsgraf. Honderd en een sonnetten (Grób króla) oraz biblijnymi – In den beginne (Na początku). Sławę przyniósł mu w roku 1949 poemat Een voetreis naar Rome (Piesza podróż do Rzymu), opisujący podróż którą odbył w roku 1936. Nieco wcześniej (1945), jedna z części poematu uzyskała prywatną nagrodę literacką za najlepszy wiersz napisany w czasie wojny.
W latach 50. XX wieku pisał eseje. W roku 1953 ukazały się Drie essays over experimentele poëzie (Trzy eseje o poezji eksperymentalistów), które stanowiły dość ostrą w wymowie krytykę poezji młodszego pokolenia, tzw. Vijftigers. Poglądy tam zawarte Aafjes później odwołał. Pomimo tego naraził się na konflikt z wpływowymi ośrodkami literackimi Holandii.
Począwszy od drugiej połowy lat 50. dużo podróżował odwiedzając m.in. Włochy, Grecję i Egipt. Swe wrażenia opisał w licznych reportażach i szkicach, wydanych w kilkunastu zbiorach. W latach 1969–1973 wielokrotnie odwiedzał Japonię, dzięki którym powstał cykl opowiadań kryminalnych z udziałem XVIII-wiecznego sędziego, wydany w roku 1982 pt. Rechter Ooka-mysteries (Tajemnice sędziego Ooka).
W latach 1972–1980 w Afryce, w ramach organizacji charytatywnej „Terre des Hommes”, prowadził działalność pomocową na terenach objętych klęskami żywiołowymi. Po dłuższej przerwie, w roku 1981, wydał tomik wierszy erotycznych Deus sive natura (Bóg czyli natura). W tym okresie dokonywał przekładów i przeróbek poezji staroegipskiej, greckiej (Odyseja), niemieckiej (Des Knaben Wunderhorn) i średniowiecznej (Brandaen). Powrócił też do tworzenia aforyzmów, czego dowodem jest zbiór Zeventien aforismen (Siedemdziesiąt aforyzmów).
Poezje zebrane ukazały się w roku 1990 pt. Verzamelde gedichten 1938-1988.

## Wybrane utwory (chronologicznie)
- 1936 – Het Italiaanse Maria-lied, w: De Gemeenschap
- 1940 – Het gevecht met de muze
- 1941
  - Amoureus liedje in de morgenstond
  - Het zanduur van de dood, w: Helicon
- 1942 – Een laars vol rozen, reisverslag
- 1943
  - Gerrit Achterberg, de dichter van de sarcofaag. Aantekeningen bij zijn poëzie
  - Peter-Kersen-eter
  - De ark
- 1944
  - Per slot van rekening (W ostatecznym rozrachunku)
  - Omne animal
  - Elf sonnetten op Friesland
  - Verzen en vrouwen
  - De laatste brief
  - Kleine catechismus der poëzie
  - Bid, kindje, bid!
  - De tooverfluit
- 1945
  - Boeren. Open brief van het land
  - Lafaard of geus?
  - Dichters van later tijd
  - In het Atrium der Vestalinnen, fragmenten
  - In het Atrium der Vestalinnen en andere fragmenten
- 1946
  - Bevrijdingsdag
  - Een voetreis naar Rome (Piesza podróż do Rzymu)
  - Maria Sibylla Merian, gedicht
  - De zeemeerminnen
- 1947
  - Gedichten (Wiersze)
  - Douderideine
- 1948
  - De vogelvis
  - Het koningsgraf. Honderd en een sonnetten (Grób króla)
  - De driekoningen
  - Laat nu al wat Neerland heet
  - Circus
  - Egyptische brieven
- 1949
  - In den beginne (Na początku)
  - De lyrische schoolmeester, gedicht
  - Het kinderkerstboek
  - De reis van Sinte Brandaan, herdicht door Bertus Aafjes
- 1950 – Arenlezer achter de maaiers. Kronieken over kleine maar vergeten bijzonderheden in het Oude en het Nieuwe Testament
- 1952 – Vorstin der landschappen. Een reis door het Heilige Land
- 1953
  - De karavaan
  - Drie essays over experimentele poëzie (Trzy eseje o poezji eksperymentalistów)
- 1954 – Morgen bloeien de abrikozen, roman
- 1955 – De blinde harpenaar. De liefde, het leven, het geloof en de dood in de poëzie der oude Egyptenaren
- 1956 – Logboek voor 'Dolle Dinsdag'
- 1957 – Capriccio Italiano. Een reisboek over Italië
- 1958
  - De vrolijke vaderlandse geschiedenis. Deel I. Van de Batavieren tot de Gouden Eeuw
  - De vrolijke vaderlandse geschiedenis. Deel II. Van de Gouden Eeuw tot nu
- 1959
  - Het Troje van het Carboon
  - Goden en eilanden, een reisboek over Griekenland
  - De wereld is een wonder, reisverslag
- 1960
  - Het Hemelsblauw
  - Dag van gramschap in Pompeji
  - In de schone Helena, reisverslag
- 1961
  - Levende poppen
  - De dikke en de dunne
  - Anneke's avontuur
  - De verborgen schat
  - Muziek op het kasteel
  - Tante Ibeltje
  - De schippersjongen
  - Stuurman Roel
  - De lachende krokodil
  - De geheimzinnige diamant
- 1962
  - De Italiaanse postkoets, verhalenbundel
  - Odysseus in Italië, reisverslag
- 1963
  - De fazant op de klokkentoren
  - Omnibus, prozafragmenten
  - Kleine Isar, de vierde koning, stripverhaal
- 1965
  - Het gevecht met de Muze, verhalenbundel
  - Dooltocht van een Griekse held, reisverslag
- 1967
  - Per en Petra en het geheim van de bouwkunst
  - Maria Sibylla Merian en andere gedichten
  - Drie van Bertus Aafjes, gedichten
- 1968
  - De denker in het riet
  - Die te Amsterdam vaak zei: Jeruzalem
- 1969
  - Een ladder tegen een wolk
  - De rechter onder de magnolia
  - Kito en Poelika
  - Kito vindt Poelika
- 1971
  - De koelte van de pauwenveer, verhalen
  - Mijn ogen staan scheef. Zwerftochten door het land van de Mikado
- 1973
  - Een lampion voor een blinde of De zaak van de Hollandse heelmeesters, verhalen („Boekenweekgeschenk”)
  - De vertrapte pioenroos
- 1974 – De laatste faun
- 1976
  - Limburg, dierbaar oord
  - In de Nederlanden zingt de tijd
- 1979
  - Het rozewonder
  - Mei, mengelwerk
  - Deus sive Natura (Bóg czyli natura)
- 1980
  - Rijmpjes en versjes uit de vrolijke doos
  - Tussen schriftgeleerden en piramiden
- 1981 – Drie gedichten over Amsterdam
- 1982 – Rechter Ooka-mysteries (Tajemnice sędziego Ooka)
- 1983 – Homeros' Odyssee en Dooltocht van een Griekse held, reisverslag
- 1984
  - Zeventien aforismen (Siedemdziesiąt aforyzmów)
  - De wereld is een wonder, reisverhalen uit twaalf landen
- 1985 – De val van Icarus
- 1986 – De mysterieuze rechter Ooka. Japanse speurdersverhalen
- 1987
  - De sneeuw van weleer, autobiografie
  - Het hemd van een gelukkig mens. Sprookjes uit een verre wereld, jeugdboek
- 1990
  - Verzamelde gedichten 1939-1988
  - De sprookjesverkoper. Sprookjes van heinde en verre
- 1991 – Griekse kusten, reisverhalen
- 1992
  - De eeuwige stad. Rome in verhalen en herinneringen
  - De zee, gedichten
  - De parels